# استیپلتون (آلاباما)
استیپلتون (به انگلیسی: Stapleton) یک منطقهٔ مسکونی در ایالات متحده آمریکا است که در شهرستان بالدوین، آلاباما واقع شده‌است. استیپلتون ۲۷٫۸۷ کیلومتر مربع مساحت و ۱۶۸ نفر جمعیت دارد.